# Nachum Gutman

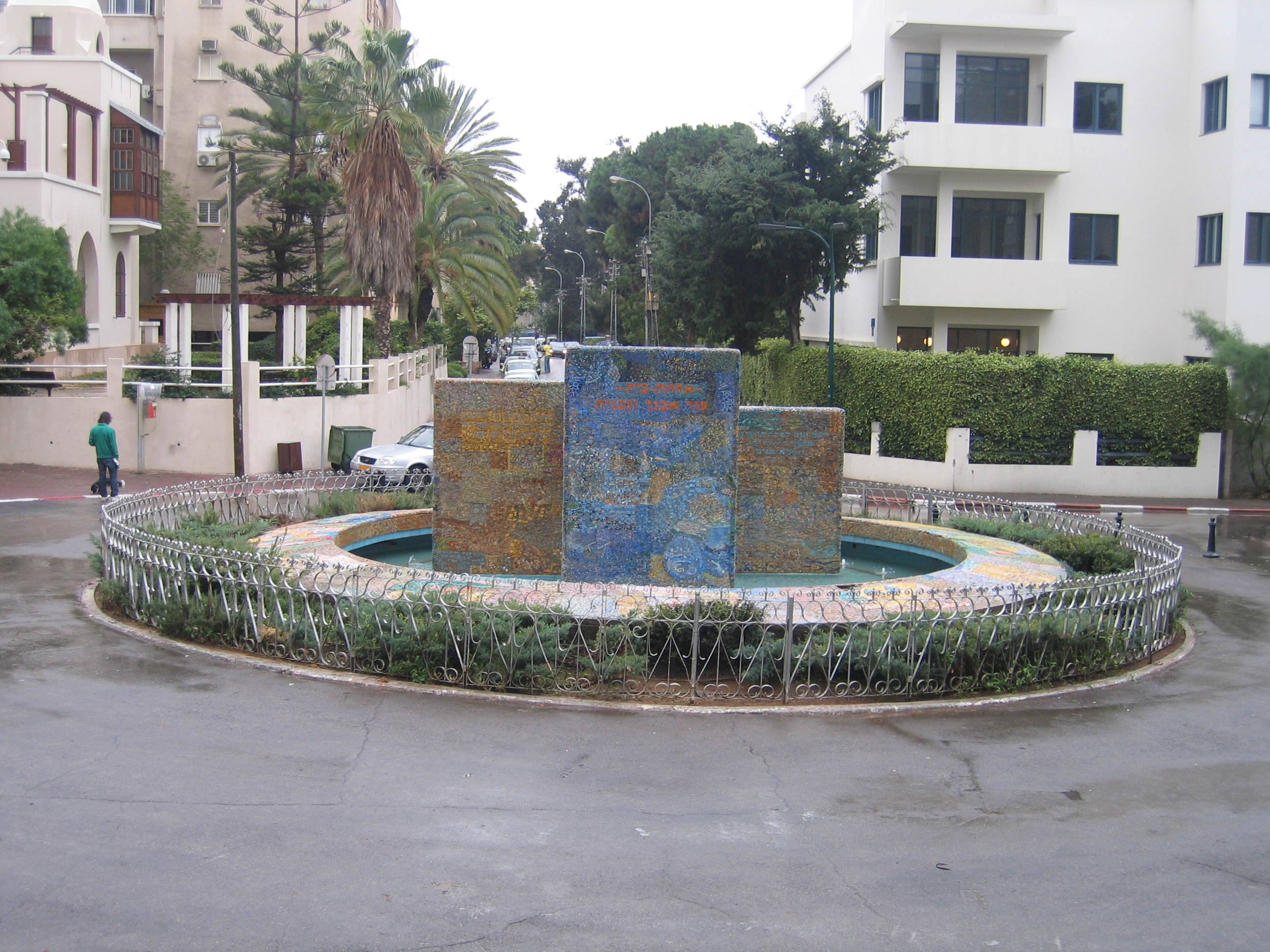
Mozaïekfontein, Bialikstraat, Tel Aviv

Nachum Gutman (of: Nahum Gutman; נחום גוטמן, Telenești (Moldavië), 15 oktober 1898 - 28 november 1980) was een Israëlisch kunstschilder, beeldhouwer en schrijver.

## Leven en werk
Nachum Gutman is geboren in Moldavië, dat toen een deel was van het Keizerrijk Rusland. Hij was het vierde kind van Alter en Rivka Gutman. Zijn vader was een Hebreeuwse schrijver en leraar die schreef onder het pseudoniem S. Ben Zion. In 1903 verhuisde de familie naar Odessa, en twee jaar later naar Palestina.
Gutman studeerde in 1912 af aan de Bezalel Academy of Art and Design in Jeruzalem. In 1920–196 volgde hij opleidingen in Wenen, Berlijn en Parijs. Zijn artistieke stijl was eclectisch, variërend van figuratief tot abstract. Hij was ook een bekend schrijver en illustrator van kinderboeken.
Gutman hielp bij de ontwikkeling van een uitgesproken Israëlische stijl, waarbij hij zich verwijderde van de Europese invloed van zijn leraren. Hij werkte met veel verschillende materialen: olieverf, aquarel, gouache en inkt.
Zijn beelden en felgekleurde mozaïeken zijn te zien op openbare plaatsen in Tel Aviv. Mozaïeken van de geschiedenis van Tel Aviv bevinden zich in de westelijke vleugel van de Sjalomtoren en het gebouw van het Opperrabbinaat. Een fontein met scènes uit de Joodse geschiedenis staat op de hoek van Bialikstraat.

## Prijzen en onderscheidingen
Gutman kreeg veel kunst- en literatuurprijzen:
- 1938: Dizengoffprijs voor schilderkunst[2]
- 1946: Lamdanprijs voor jeugdliteratuur
- 1955: Sicily Award voor aquarel op de Sao Paulo Biënnale
- 1956: Dizengoffprijs voor schiderkunst
- 1962: Hans Christian Andersen prijs van Unesco voor zijn boek "Path of Orange Peels"
- 1964: Yatzivprijs
- 1969: Fichmanprijs voor literatuur en kunst
- 1974: Eredoctoraat Filosofie van de Universiteit van Tel Aviv
- 1976: Ereburger van Tel Aviv
- 1978: Israëlprijs voor jeugdliteratuur[3]

Het Nachum Gutman museum, dat zijn werk tentoonstelt, staat in Neve Tzedek, Tel Aviv.
In 2005 werd hij gekozen als de 110e-grootste Israëliër aller tijden, in een verkiezing van de Israëlische nieuwswebsite Ynet.

## Selectie van werken
- 1961 Mozaïekmuur gebouw Opperrabbinaat, Tel Aviv
- 1966 Mozaïekmuur Migdal Shalom (Sjalomtoren), Tel Aviv
- 1967 Mozaïekmuur voor Herzliya highschool, Tel Aviv
- 1976 Mozaïek Geschiedenis van Tel Aviv-Jaffa, Bialikplein, Tel Aviv